# Parque arqueológico Piedra Pintada

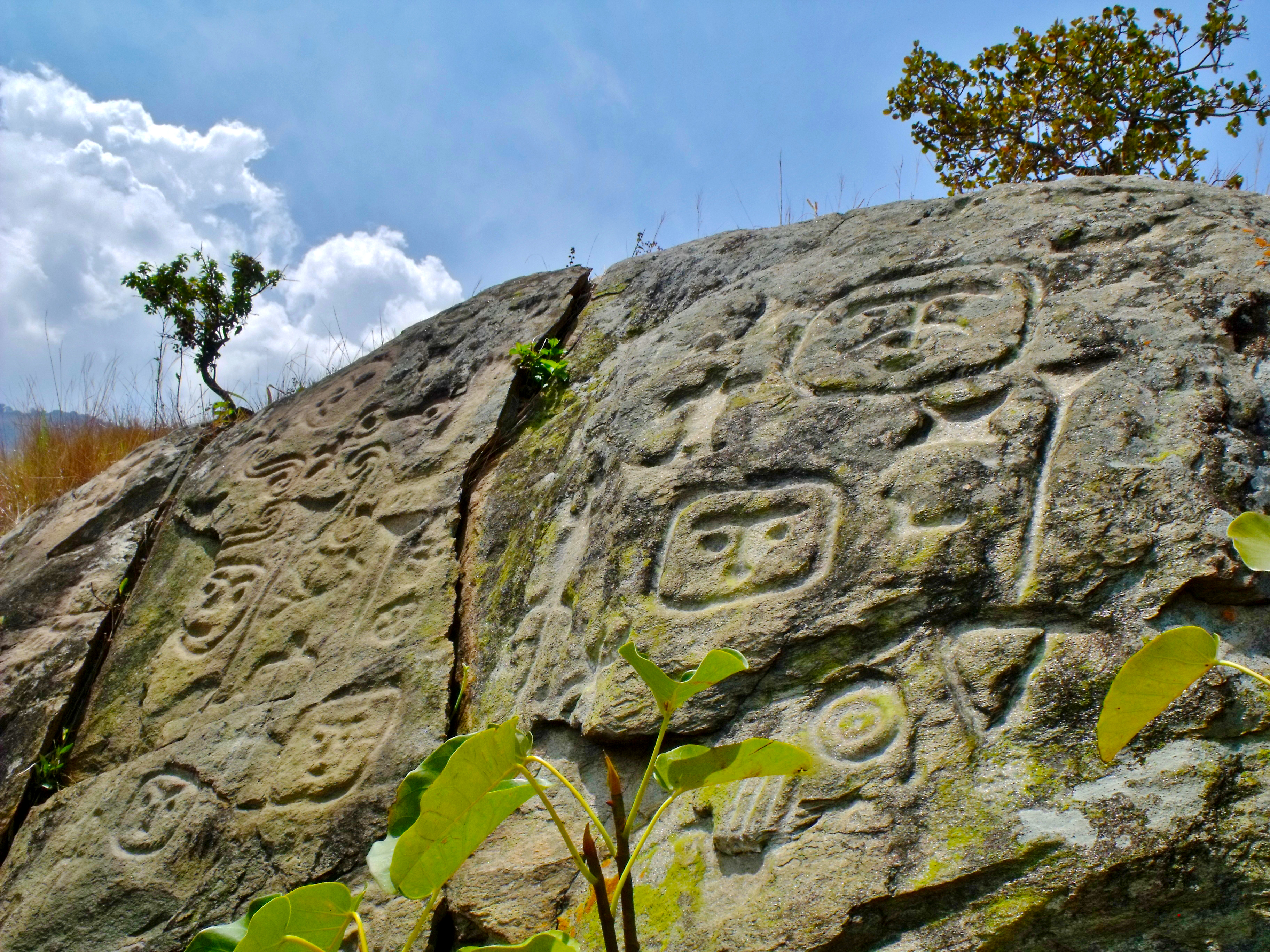
Petroglifos en el parque arqueológico Piedra Pintada.

El Parque arqueológico Piedra Pintada forma parte del parque nacional San Esteban, está situado en el Sector Tronconero de Vigirima, en el municipio de Guacara, estado Carabobo (Venezuela), y es un importante conjunto de petroglifos, menhires y restos arqueológicos pertenecientes a una de las tribus arahuacas.
Desde 1996, se realizó un estudio donde se contempló la realización de un inventario y estudio exhaustivo de los petroglifos; excavaciones arqueológicas; un guion museológico; capacitación de guías; módulos expositivos y un anteproyecto de senderos de interpretación, este último está aún en proceso de realización.  Esta actividad y proyecto ha sido avalada y supervisada por el Instituto del Patrimonio Cultural. El complejo arqueológico megalítico de Piedras Pintadas, Vigiríma está protegido por la Ley de Salvaguarda del Patrimonio Cultural.

## Petroglifos
El grupo de cinco montículos que forman el conjunto decorado con petroglifos, también es reconocido por otros nombres: Petroglifos de Vigirima, Piedra de los indios y Piedra de los muñecos entre otras.
Los petroglifos podrían datar del periodo entre los siglos I y IX. En el siglo XIX se tiene ya conocimiento de su existencia, posteriormente fue cuando se realizaron los primeros informes arqueológicos por Luis R. Oramas, publicados en 1939, y posteriormente José María Cruxent, en 1958.
Según Omar Idler (2006), director del museo, esta actividad duró hasta el siglo XVI, cuando los españoles apartaron a los indígenas de sus tierras. Aunque no han hecho el arqueo definitivo para censar la cantidad exacta de petroglifos, se estima que en el conjunto principal hay por lo menos unos 350.

## Alineamientos de piedras
Los grupos de menhires, son una serie de piedras erguidas en posición vertical siguiendo en fila la ladera de todo el cerro. Tienen un tamaño aproximado de 1,20 m.
La ubicación de los alineamientos y construcciones en las filas de las colinas y terrazas hacen pensar en estructuras de carácter estratégico militar utilizadas por las legiones aborígenes de la cuenca del Lago de Valencia.  Otras interpretaciones las relacionan con sistemas de terrazas para el cultivo. No obstante la abundancia de grabados sobre las piedras parecen evidenciar rastros de una actividad mágico religiosa de gran intensidad, relacionada con las mitologías locales, ligadas al culto del agua y de la tierra.  De allí la abundancia de figuras de serpientes, huellas de manos y pies, así como figuras solares y antropomorfas.